# 黒田亜紀
黒田　亜紀（くろだ　あき、2002年1月17日 - ）は、埼玉県さいたま市出身の、日本の柔道選手。階級は78kg級。身長172cm。血液型O型。組み手は右組み。得意技は内股。バスト80cm。握力は右42kg、左40kg。

## 経歴
柔道は10歳の時に大宮立志塾で始めた。それまでは水泳に取り組んでいた。大原中学3年の時に全国中学校柔道大会の70kg級に出場するも、3回戦で敗れた。富士学苑高校へ進むと、2年の時にインターハイ78kg級の3回戦で敗れるも、団体戦で5位になった。全日本ジュニアでは3位になった。全国高校選手権では無差別で3位になると、団体戦決勝の埼玉栄高校戦では技ありで勝利するなど、52kg級の藤城心とともに活躍して優勝を飾り、最優秀選手に選ばれた。3年の時には金鷲旗決勝の敬愛高校戦で一本勝ちするなどしてチームの優勝に貢献した。インターハイ団体戦では決勝の夙川高校戦で相手エースの桑形萌花と引き分けるも、個人戦78kg超級で2位になった平野友萌が勝利して、女子では2009年の埼玉栄高校以来2校目となる高校団体3冠(全国高校選手権、金鷲旗、インターハイ)を達成した。個人戦でも優勝して2冠を成し遂げた。全日本ジュニアでは決勝で世界ジュニアチャンピオンである三井住友海上の和田梨乃子を内股で破って優勝した。世界ジュニアでは2回戦でロシアのダリア・カリアキナに合技で敗れた。2020年に早稲田大学へ進学すると、2年の時に全日本ジュニアで優勝した。3年の時には世界ジュニアの2回戦で前回のチャンピオンであるドイツのアンナ＝モンタ・オレクを腕緘で破ると、その後の決勝ではブラジルのベアトリス・フレイタスを合技で破るなど、オール一本勝ちして優勝した。4年の時には体重別の初戦で敗れた。
IJF世界ランキングは700ポイント獲得で39位(23/11/6現在)。

## 戦績
- 2018年 -　インターハイ　団体戦　5位
- 2018年 -　全日本ジュニア　3位
- 2019年 -　全国高校選手権　個人戦　無差別　3位　団体戦　優勝
- 2019年 -　スペインジュニア国際　2位
- 2019年 -　金鷲旗　優勝
- 2019年 -　インターハイ　個人戦　優勝　団体戦　優勝
- 2019年　- 全日本ジュニア　優勝
- 2019年 -　エクサンプロヴァンスジュニア国際　2位
- 2021年　- 全日本ジュニア　優勝
- 2022年 -　オーストリアジュニア国際　優勝
- 2022年 -　世界ジュニア　優勝
- 2023年 -　講道館杯　5位

(出典、JudoInside.com)